# Мейпл-Гров (Висконсин)
Мейпл-Гров (англ. Maple Grove) — малый город в штате Висконсин, США. Население города составляет 852 человек на 2000 год.

## География
По данным Бюро переписи населения США, общая площадь города составляет 91,7 км².

## Демография
По данным переписи населения 2000 года в городе проживало 852 человека, было 287 домохозяйств и 227 семей.  Плотность населения составляла 9,3 на км².  Было 308 единиц жилья со средней плотностью 3,4 на км².  Расовый состав населения города был 98,59% белых, 0,35% индейцев, 0,12% азиатов , 0,23 % других рас и 0,70 % смешанных рас. Латиноамериканцы любой расы составляли 0,35% населения.
Было 287 домохозяйств из которых 38,7% имели детей в возрасте до 18 лет, живущих вместе с ними, 71,4% состояли в браке, 2,8% имели женщину без мужа, а 20,6% были  не семьи.  16,7% всех домохозяйств состоят из отдельных лиц, а в 6,6% проживают одинокие люди в возрасте 65 лет и старше.  Средний размер домохозяйства составлял 2,97 человека, а средний размер семьи - 3,38 человека.
В городе население было: 30,0% в возрасте до 18 лет, 8,5% от 18 до 24 лет, 30,5% от 25 до 44 лет, 22,2% от 45 до 64 лет и 8,8% в возрасте 65 лет или старше. Средний возраст составил 35 лет.  На каждые 100 женщин приходилось 115,2 мужчин.  На каждые 100 женщин в возрасте 18 лет и старше приходилось 119,9 мужчин.
Средний доход семьи в городе составлял 51 071 доллар, а средний доход семьи - 57 656 долларов.  Средний доход мужчин составлял 34 083 доллара против 23 281 доллара у женщин.  Доход на душу населения для города составлял 21 734 доллара.  Около 0,9% семей и 2,3% населения находились на грани бедности, в том числе 2,6% лиц моложе 18 лет и ни одного из лиц в возрасте 65 лет и старше.